# 斯蒂芬妮 (摩纳哥)
斯蒂芬妮·瑪麗·伊麗莎白·格里马尔迪（Stéphanie Marie Elisabeth Grimaldi，1965年2月1日—），生于摩纳哥，摩纳哥王室王幼女、歌手、模特兒、設計師和慈善活动家。摩纳哥王位第九顺位继承人。
她是已故摩纳哥亲王兰尼埃三世与当年曾获奥斯卡影后的美国电影女演员格蕾丝·凱利的幼女，姐姐是漢諾威王妃卡露蓮，哥哥是现任摩纳哥亲王阿尔贝二世。
斯蒂芬妮精通四门语言：法语、中文、英语和意大利语。